# Geoffroy Tory

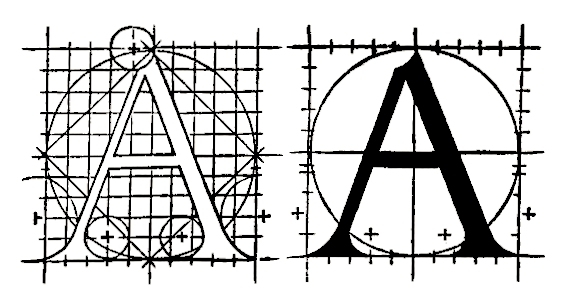
Las investigaciones de Geoffroy Tory sobre las proporciones de las letras se inspiran de la arquitectura de Vitruvio (imagen extraída del Champ Fleury).

Geoffroy Tory, también Geofroy o Godofredus Torinus en latín, (Bourges, alrededor de 1480 - París, 1533) fue un impresor, tipógrafo, librero y humanista francés, al servicio del rey Francisco I. A lo largo de su vida llegó a dominar muchos de las técnicas del complejo proceso de confección de un libro. Entre los progresos que desarrolla en el arte de la imprenta destacan la mejora de las técnicas de grabado (para ilustrar los libros), el uso de caracteres romanos (a partir de un estudio de los textos clásicos) y la encuadernación en cuero de los volúmenes bibliográficos.

## Biografía
Geoffroy Tory nació alrededor de 1480 en una familia modesta de la ciudad francesa de Bourges. Cursó sus estudios en la Universidad de Bourges, y puede que los completara en la Universidad de Bolonia, en Italia. A continuación se instaló en París alrededor de 1507, donde ejerció como catedrático universitario (en los colegios de Plessis, en 1508 , luego de Coqueret, en 1512, y quizás también en el de Bourgogne) enseñando la gramática y la filosofía. También en esa época comenzó a publicar obras destinadas al público universitario, y trabajó como corrector para el impresor Henri Estienne.
Entre 1513 y 1521 se desconoce su paradero exacto, pero las referencias encontradas en sus libros indican que hizo un viaje a Italia, visitando la Roma renacentista. Tras ese periodo regresó a París, como librero, fundando la Enseigne du Pot Cassé (Enseña del Jarro Roto), que aparece registrada en la calle Saint-Jacques en 1523. El 16 de enero de 1525 fue publicada la primera edición a su nombre, un libro de horas impreso por Simon de Colines. El 5 de septiembre de ese mismo año obtuvo el privilegio de trabajar como impresor oficial para el rey Francisco I. Claude Garamond, que fue alumno suyo, le sucedió en ese puesto tras su muerte. Una de las misiones que le fueron encomendadas por la Casa de Valois fue la de reformar la lengua francesa. Su muerte ocurrió sobre 1533.

## Le Champ Fleury
Una de las principales obras de Tory es el Champ Fleury, cuyo título completo es Champfleury. Au quel est contenu l’Art et Science de la deue et vraye Proportion des Lettres Attiques, qu’on dit autrement Lettres Antiques, et vulgairement Lettres Romaines proportionnees selon le Corps & Visage humain. (Campo florido, en el cual está contenido el arte y la ciencia de la debida y verdadera proporción de las letras atenienses, que son llamadas alternativamente letras antiguas, y vulgarmente Letras Romanas, proporcionadas según el Cuerpo y el Rostro humano, en francés de ortografía arcaica) (Paris, 1529). Una segunda edición fue preparada tras su muerte bajo un título similar, editada en París por Vivant Gaultherot en 1549, aunque sin algunos de los grabados, que eran demasiado grandes.
Este libro tenía la función de servir guía tipográfica para la escritura de palabras en francés a partir de diferentes idiomas. También introduce numerosos signos de puntuación en la imprenta francesa, entre los que se cuentan las cedillas (importadas de España), las comas (que él llamaba points crochus, literalmente puntos ganchudos), los apóstrofos (tomado del griego antiguo) y las tildes sobre las vocales tónicas. En otras secciones del libro las formas de las letras son descritas de manera geométrica, o éstas son representadas a la manera del Hombre de Vitruvio o comparadas al rostro humano para explicar sus proporciones. También inventa nuevos alfabetos, llamados letras de fantasía, a partir de formas decorativas o floridas. En definitiva, el Champ Fleury intenta discernir la manera correcta de escribir las palabras (ortografía) al mismo tiempo que investiga la manera de crear caracteres tipográficos para representar los sonidos de una lengua francesa en vías de formalización, en un tratado ortotipográfico.

## Iconografía

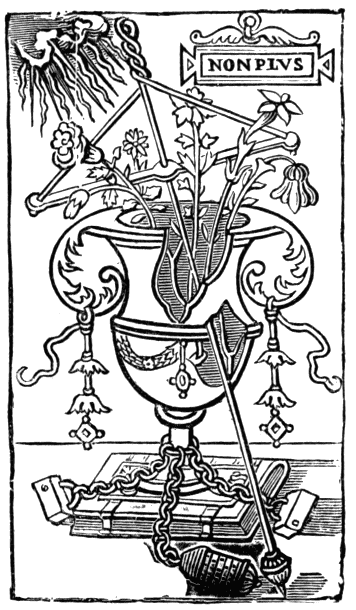
Ejemplo de grabado que representa el Pot cassé.

La marca de impresor de Tory es el Pot cassé (jarro roto), presentado habitualmente en la portada o en la primera página de sus libros. Este representa la fragilidad de la vida humana y la incapacidad de reparar la muerte, según la explicación del propio Tory:

" Premierement en icelle y a ung vase antique qui est casse, par lequel passe un toret. Ce dict vase et pot casse signifie nostre corps, qui est ung pot de terre. Le toret signifie Fatum, qui perce et passe foible et fort. Soubz icelluy pot casse y a ung livre clos a trois chaines et cathenats, qui signifie que apres que nostre corps est casse par la mort, sa vie est close des trois deesses fatales. Cestuy livre est si bien clos, quil ny a celluy qui y sceust rien veoir, sil ne scaict les segrets des cathenats [...].
Primeramente en ésta hay un jarrón antiguo que está roto, por el cual pasa una broca de grabador. Dicho jarrón y jarro roto representa nuestro cuerpo, que es un jarro de tierra. La broca representa el destino, que perfora y atraviesa débiles y fuertes. Bajo este jarro roto hay un libro cerrado con tres cadenas y candados, lo cual significa que después de que nuestro cuerpo haya sido destruido por la muerte, su vida habrá sido encerrada por tres diosas fatales. Este libro está tan bien cerrado, que no hay nadie que pueda ver nada en él, si no conoce los secretos de los candados [...].
Geoffroy Tory, Le Champ Fleury, Folio 43, recto.

Al cabo del tiempo, la imagen del jarro roto se complica, añadiéndose a ella numerosos elementos como flores (las virtudes del cuerpo durante su vida mortal), rayos solares (la inspiración divina) o la inscripción Non Plus (en el sentido de no hablar, no hacer sin razón, sino en caso de extrema necesidad). Nótese también la similitud entre la palabra toret (broca de grabador) y el nombre del propio editor.